# Samson and Delilah (1984)
Samson and Delilah är en amerikansk tv-film med Max von Sydow och Antony Hamilton i några av huvudrollerna. Filmen spelades in i Mexiko och är löst baserad på den bibliska historien om Simson.

## Handling
Den ofattbart starke Samson av israeliterna skall gifta sig med Varinia av filistéernas stam. På väg till bröllopet tillsammans med sina kompisar träffar han på områdets filistinska guvernör Sidka, den vackra Delilah, och ett gäng män som försöker döda ett stort lejon på order av Delilah. Delilah är upprörd över att lejonet har ätit upp en av hennes tama leoparder och kräver att det ska dödas. Trots tappra försök dödar dock lejonet alla som försöker komma nära det. När Samson beslutar sig för att göra ett försök brottar han emellertid lätt ner lejonet och dödar det med sina bara händer. Samson fortsätter till sitt bröllop och kvar står en häpen Delilah, hänförd av den mystiske främlingens mod och styrka.
Delilahs förtjusning angående Samson uppskattas dock inte av Sidka, som även är en av Delilahs många älskare. Han följer efter Samson till bröllopet, där han i ett försök att få Samson ur vägen kräver att Samson skall gå med i hans armé. Samson vägrar, och kvällen fortskrider med att Samson och Sidka kommer i bråk om vem som är bäst på att gissa gåtor. Kvällen slutar med att de två slår vad – om Sidka kan svaret på Samsons gåta innan morgonen kommer Samson att inställa sig vid armén och dessutom ta med sig 30 klädedräkter som gåva. Då Sidka emellertid inte har någon som helst aning om svaret övertalar han brudens far genom hot till att få dottern att ta reda på gåtans lösning. Varinia lirkar svaret ur Samson under deras bröllopsnatt och förråder sin make till förmån för sin far. Nästa morgon har Sidka ett komplett svar att tillgå och vinner följaktligen vadet. Samson anländer så småningom till armén, men han vägrar att gå med eller att utdela några som helst gåvor då han inser att Sidka har fuskat. Sidka svarar med att bränna ner Samsons hus samt att döda hans fru och hela hennes familj. Filisteen skildras som en slags teokrati med Dagons överstepräst som överherre.
Samson återvänder till sin stam där han förgäves försöker få dem till att gå med honom i ett uppror mot Sidka och filistéerna. För att hans alltjämt kämpande folk skall få mat för dagen besöker han även i hemlighet Delilah för att utkräva en guldbelöning av henne med anledning av att han dödade hennes lejon.
Sidka, som hade hoppats på att Samson hade dött i samband med att han brände ner hans hus, upptäcker snart att Samson lever och kräver att Samson överlämnar sig själv till hans armé – annars kommer fler i hans närhet att dö. För att undvika mer dödande går Samson så småningom med på detta, men Sidka bryter sitt löfte och dödar Samsons bästa vän. Därefter slår Samson ihjäl nästintill hela Sidkas armé med hjälp av närmsta tillhygge - en åsnekäke. Svårt skadad söker han sig återigen till Delilah, som vid det här laget är djupt förälskad i Samson. Hon gömmer honom undan Sidka, vårdar hans skador, och när Samson är helt återställd inleder de ett förhållande.
Sidka inser dock att Delilah har gömt undan Samson, och att hon har inlett ett förhållande med honom. Han gör följaktligen en uppgörelse med Delilah – hon får behålla Samson levande om hon tar reda på hemligheten bakom hans styrka och ser till att han förlorar den. Sidka menar att Samson inte utgör något som helst hot mot filistéerna utan sin styrka och utan den kunde han och Delilah få leva tillsammans i fred. Delilah lyckas till slut får ur Samson hans hemlighet – hans styrka sitter i håret. Kvällen därpå drogar hon hans vin, klipper av honom håret medan han sover, och kallar på Sidka.
Sidka håller dock inte sitt löfte till Delilah utan fängslar Samson och sticker ut hans ögon. Därefter håller han en stor fest vid Dagons tempel, där han och filistéerna gör spektakel av den blinde och svage Samson. Delilah dyker upp under festen för att kräva sin rätt att ta hem Samson, men Sidka vägrar henne detta. Festen slutar så småningom abrupt när Samson, då han inser att hans hår har börjat växa ut igen, tar tag i två tempelpelare och raserar templet inför ögonen på samtliga närvarande. Han dör själv i tempelspillrorna. Delilah som har fändslats av Sidka överlever dock genom vad som nästan liknar ett gudomligt ingripande. Det är hon som sedan för Samsons kropp tillbaka till hans folk för att begravas. Delilah skildras alltså i grunden positivt.

## Rollista (i urval)
- Max von Sydow - Sidka
- Antony Hamilton - Samson
- Belinda Bauer - Delilah
- Stephen Macht - Maluck
- Clive Revill - Raul
- Daniel Stern - Micah
- José Ferrer - Överstepräst
- Maria Schell - Deborah
- Victor Mature - Manoah
- Jennifer Holmes - Varinia
- David Eisner - Arin
- David Byrd - Elon
- Angélica Aragón - Niji